# Lindsay Crouse
Lindsay Ann Crouse, född 12 maj 1948 i New York, är en amerikansk skådespelare.
Crouse har, bland annat, spelat Maggie Walsh i TV-serien Buffy och vampyrerna. Hon har varit med i filmer som En bricka i spelet, Impostor, Insider. För sin roll i En plats i mitt hjärta från 1984 blev hon nominerad till en Oscar för Bästa kvinnliga biroll.
Crouse var tidigare gift med pjäsförfattaren David Mamet. Tillsammans har de dottern Zosia Mamet, även hon skådespelare.

## Filmografi (urval)
- 1976 – Alla presidentens män
- 1977 – Slagskott
- 1984 – En plats i mitt hjärta
- 1987 – En bricka i spelet
- 1989 – Columbo - Damen i svart (TV-film)
- 1996 – The Arrival
- 1999 – Insider
- 1999-2000 - Buffy och vampyrerna (TV-serie)
- 2001 – Impostor
- 2007 – Mr. Brooks